# Simon Gregor Carlsson
Simon Gregor Carlsson, född 7 juli 1995, är en svensk skådespelare.
Carlsson är utbildad vid Teaterhögskolan i Malmö har bland annat medverkat i TV-serien The Pirate Bay där han spelar, Peter Sunde, en av huvudkaraktärerna.
Han är bosatt på Södermalm i Stockholm. 

## Filmografi (i urval)
- 2015 - John Hron (film)
- 2024 – The Pirate Bay (TV-serie)
- 2025 – Regnmannen